# Gare d’Aimargues
Gare d’Aimargues vasútállomás Franciaországban, Aimargues településen.

## Vasútvonalak
Az állomást az alábbi vasútvonalak érintik:
- Saint-Césaire au Grau-du-Roi-vasútvonal

## Kapcsolódó állomások
A vasútállomáshoz az alábbi állomások vannak a legközelebb:
- Gare du Cailar
- Gare de Saint-Laurent-d'Aigouze